# Live at the House of Blues (Guttermouth)
Live at the House of Blues è il secondo album live della band californiana Guttermouth, pubblicato nel 2003. È uscito anche in formato DVD.
Per la performance live registrata in questo album la band chiamò il bassista originario Clint Weinrich, che successivamente tornerà in pianta stabile nel 2006.

## Tracce
Tutte le canzoni sono scritte dai Guttermouth
1. Asshole
2. End on 9
3. Derek
4. That's Life
5. Can I Borrow Some Ambition?
6. Secure Horizons
7. Lucky the Donkey
8. Do the Hustle
9. She's Got the Look
10. Lipstick
11. Chug-a-Lug Night
12. Looking Out for #1
13. Just a Fuck
14. Chicken Box
15. Mr. Barbeque
16. Marco-Polo
17. Marco-Polo (nuovamente)
18. Race Track
19. Bruce Lee vs. the KISS Army
20. 1, 2, 3...Slam!
21. Perfect World

## Formazione
- Mark Adkins - voce
- Scott Sheldon - chitarra
- Eric "Derek" Davis - chitarra
- Clint Weinrich - basso
- Tyrone "Ty" Smith - batteria